# Émile Méret
Pour les articles homonymes, voir Meret.
Émile Méret, né le 30 mai 1866 dans le 9e arrondissement de Paris et mort le 27 décembre 1939 dans le 14e arrondissement de Paris, est un peintre français.

## Biographie
Émile Louis Méret naît le 30 mai 1866 dans le 9e arrondissement de Paris, du mariage d'Édouard Lucien Méret, entrepreneur en menuiserie, et d'Alexandrine Pauline Pelletier. Il épouse Marie Amable Alice Baderre le 21 mai 1904 dans le 9e arrondissement de Paris.
Il est l'élève de Jules Lefebvre et Tony Robert-Fleury.
Il rejoint la société historique du 6e arrondissement de Paris en 1931. Son domicile est au 5 rue de Médicis dans le même arrondissement.
Il fait partie des « 12 (peintres) de Paris » avec Bernard-Henri Calvet, Paul Hugues, Fernand Maillaud, Eugène Cadel, Clément Chassagne, Georges Giraud, Robert Lemonnier, G. Lemy, André Toirmen, Alfred Swieykowski,.
En juillet 1933, la ville de Paris fait l'acquisition d'une de ses œuvres Le Grand-Trianon.
Il meurt le 27 décembre 1939 dans le 14e arrondissement de Paris.

## Distinctions
Émile Méret est fait officier d'académie le 10 février 1914.

## Œuvres
- Salon de Paris 
  - 1904 :  Le vieux moulin à Pont-Croix[10]
  - 1907 : La Seine à Saint-Denis[3]
- Galerie d'art Decré, Paris
  - Notre-Dame
  - Saint-Gervais
  - Pont-Neuf[6]
- Le Touquet-Paris-Plage
  - La mare d'Étaples, 1908, huile sur toile,  musée du Touquet-Paris-Plage - Édouard Champion[11],[12]